# Charles de Saldaigne d'Incarville
Charles de Saldaigne d'Incarville est un administrateur français.

## Carrière
Conseiller du roi en ses conseils d’Etat et privé
et maître en la chambre des comptes de Rouen, il est intendant des finances du 21 avril 1589 à 1596. Du
11 février 1596 à 1599, il est commis par lettres patentes contrôleur général des finances.
Il est mort le 16 juillet 1599,.